# Калиново-Попасна
Калино́во-Попа́сна (також 7 км) — пасажирська зупинна залізнична платформа Лиманської дирекції Донецької залізниці.
Розташована між селом Вискрива Сіверськодонецькому району Донецької області та західним районом міста Попасне Калинове на лінії Микитівка — Попасна між станціями Роти (16 км) та Попасна (7 км).
Через військову агресію Росії на сході України транспортне сполучення припинене.